# Daniel González Vega
Daniel González Vega (Torreón, Coahuila, México, 8 de noviembre de 1992) es un futbolista mexicano, juega como extremo , mediapunta u Delantero y su actual equipo son las SV Robinhood del SVB-hoofdklasse.

## Trayectoria

### Deportivo Toluca
Se integró a las fuerzas básicas del Toluca en 2006, donde jugó las categorías Sub-15, Sub-17 y Sub-20 al tener grandes actuaciones en las divisiones inferiores, llamó la atención del técnico José Saturnino Cardozo, donde lo llevó al primer equipo.
Debuta en la Liga MX el 17 de agosto de 2013.

### Tlaxcala F.C
Tras sus buenos actualizadores con el Toluca Sub-20, El Tlaxcala F.C lo vio como alguien que podría aportar para su delantera y buscar luchar por el ascenso a la Liga de Ascenso MX, así fue como el 1 de julio del 2014 lo ficharon a préstamo por 1 año.

### Chiapas Fútbol Club
Tras finalizar el Clausura 2015, Ricardo La Volpe vio al 'Boxer' con buenas condiciones, y fue como en el Draft del Apertura 2015 hizo de sus servicios en un préstamo por 1 año sin opción de compra. Destacó por ser un revulsivo con una gran velocidad.

### Club Deportivo Guadalajara
Tras vencer su préstamo con Jaguares y no tener opción de compra, regreso a Toluca para asistir al primer entrenamiento del Deportivo Toluca, Hernan Cristante le vio buenas condiciones con las que no lo puso en la lista de Trasferibles. Pero sin embargo en el Draft del Apertura 2016 fue adquirido por el Guadalajara en un préstamo por un año, llegado a reforzar al equipo de la Segunda división.

## Clubes
| Club                 | País    | Año         |
| -------------------- | ------- | ----------- |
| Deportivo Toluca     | México  | 2013 - 2014 |
| Tlaxcala Fútbol Club | México  | 2014 - 2015 |
| Chiapas Fútbol Club  | México  | 2015 - 2016 |
| Chivas Rayadas       | México  | 2016        |
| Potros UAEM          | México  | 2017        |
| SV Robinhood         | Surinam | 2018        |